# ماساميتسو أوشيما
ماساميتسو أوشيما (باليابانية: 大島正満؛ بالكانا: おおしま まさみつ) هو عالم أسماك ياباني، ولد في 21 يونيو 1884 في سابورو في اليابان، وتوفي بنفس المكان في 26 يونيو 1965.